# Valentine Strasser
Valentine Esegragbo Melvine Strasser, född 26 april 1967 i Freetown, Sierra Leone, var statschef i Sierra Leone från 1992 till 1996. Han hade varit underofficer, men 1992 blev han världens då yngsta statschef då han grep makten tre dagar efter sin 25:e födelsedag. Han ledde en grupp på sex unga soldater som störtade president Joseph Saidu Momoh från makten den 29 april 1992 i en militärkupp.